# Богодухівський повіт
Богодухівський повіт — історична адміністративно-територіальна одиниця Харківської губернії Російської імперії. Повітовий центр — місто Богодухів.

## Підпорядкування
- Утворений 1780 року за указом імператриці Катерини II від 25 квітня у складі новоствореної Харківської губернії шляхом перетворення Богодухівського комісарства.
- 1796 року за указом імператора Павла I від 12 грудня увійшов до складу поновленої Слобідсько-Української губернії.
- 1835 назву губернії змінено на Харківську.
- 1923 року за адміністративною реформою повіт ліквідовано з утворенням Богодухівської округи.

## Історія
У 1918 році згідно з адміністративно-територіальним поділом Української Народної Республіки частково входив до Землі Полтавщина із земським центром у Полтаві. 

## Географія
У повіті протікають річки: Ворскла, Ворсклиця, Мерла та інші.
Ґрунти повіту чорноземні.

## Населення
За даними перепису 1897 року в повіті проживало 159 806 мешканців (80 126 чоловік та 79 680 — жінок).

## Господарство
Заняття жителів — переважно хліборобство. У повіті багато сіють цукрових буряків, який йде на 4 існуючі цукрових заводи. Загальне виробництво цих заводів близько 3-х млн пудів, і на них працюють до 2000 чоловік. Крім цукрових заводів, в повіті знаходяться наступні фабрики й заводи: винокурних — 4 (сума виробництва 292086 відер), цегляних — 2, кахельних — 1, борошномельних — 5, загальна сума виробництва на всіх цих фабриках і заводах близько 4-х мільйонів рублів.

### Землеробство
Ґрунти повіту чорноземні.

### Транспортне сполучення
У повіті добрі шляхи сполучення, оскільки він перетинався Харківсько-Миколаївською залізницею. Це дає можливість швидкої відправки товарів у Харків, Київ і за кордон.

## Адміністративний поділ
Станом на 1913 рік у повіті було 18 волостей:
- Богодухівська
- Великописарівська
- Вольнівська
- Добренська
- Колонтаївськая
- Костянтинівська
- Краснокутська
- Куп'єваська
- Лютівська
- Матвіївська
- Мурахівська
- Пархомівська
- Полково-Микитівська
- Рандавська
- Рублевська
- Сеннянська
- Тарасівська
- Хрущово-Микитівська волость
- повітове місто Богодухів із хуторами Безуглий, Харковичі, селищем за Сіннянським мостом.
- заштатне місто Краснокутськ із хуторами Оболоня, Олійників.